# Bismarckturm (Pritzwalk)
Der Bismarckturm Pritzwalk ist ein im Jahre 1905 eingeweihtes Bismarck-Denkmal in der brandenburgischen Stadt Pritzwalk, in der Prignitz. Die Kosten für den 18,5 Meter hohen Turm beliefen sich auf 12.000 Mark.

## Geschichte
Den Bau des Gedenkturmes für Otto von Bismarck hatte der Kreis-Krieger-Verband Ost-Prignitz in Auftrag gegeben. 
Am 2. April 1905 fand die Einweihung des Turmes statt, nachdem ungefähr ein Jahr zuvor, am 10. April 1904, der Grundstein gelegt worden war. Bis zum Jahre 1907 brannte auf dem Turm zu bestimmten Anlässen (zum Beispiel Bismarcks Geburtstag) ein Feuer in einer großen Feuerschale, diese Befeuerung wurde aber aus Kostengründen noch vor dem Beginn des Ersten Weltkriegs eingestellt.
Nach der deutschen Wiedervereinigung, in den Jahren 1993/1994 wurde der Turm saniert und zu einem Aussichtsturm umgebaut, wozu die Feuerschale auf dem Dach entfernt wurde. Die Wiedereröffnung erfolgte am 23. September 1994.
Anlässlich des hundertsten Geburtstags des Turmes fand am 27. Mai 2005 eine Jubiläumsveranstaltung statt.

## Architektur
Der Turm im neugotischen Stil besteht aus drei Etagen. In der ersten und zweiten Etage sind Ausstellungsräume, die dritte dient als Aussichtsplattform. Zur Erschließung dient eine Wendeltreppe. Die Grundfläche des Turmes ist 4,2 m × 4,2 m groß. In der Fassade des Turmkopfes sind 22 Glasmosaikplatten eingelassen, auf denen sich die Wappen von Adelsfamilien und Städten der Prignitz befinden.
An der Front des Turms befindet sich eine Steintafel mit der Inschrift „Wir Deutsche Fuerchten Gott Sonst Nichts Auf Der Welt“.